# Georg Gehler
Gottwald Max Georg Gehler (* 12. Januar 1927 in Walthersdorf; † 1. Dezember 2020) war ein deutscher Landwirtschaftspädagoge, Heimatforscher und Genealoge, der zu seiner erzgebirgischen Heimat forschte und publizierte.

## Leben
Gehler wurde 1927 in Walthersdorf als Sohn des Bauern Max Walther Gehler (1897–1953) und dessen Ehefrau Frieda Martha geb. Süß (1897–1989) geboren. In seinem Heimatdorf besuchte er von 1933 bis 1941 die vierklassige Volksschule. Anschließend besuchte er als Landarbeitslehrling die Berufsschule in Annaberg und von 1943 an die dortige Landwirtschaftsschule. Eine Verpflichtung zum Reichsarbeitsdienst sowie Einberufung zur Wehrmacht unterbrachen 1944/45 seine Ausbildung. Nach Ende des Zweiten Weltkrieges setzte er im Juni 1945 seine Landwirtschaftslehre fort, die er 1948 abschließen konnte. Nachdem er zunächst als Landwirtschaftsgehilfe tätig gewesen war, übernahm Gehler 1953 den väterlichen Hof. Nach fünf Jahren als Einzelbauer trat er im Rahmen der Kollektivierung der Landwirtschaft in der DDR 1958 einer Landwirtschaftlichen Produktionsgenossenschaft (LPG) bei. Nach Absolvieren eines Hochschulstudiums der Landwirtschaft (1960–1963) mit Abschluss als Diplomlandwirt übernahm er 1963 Leitungsfunktionen in dieser LPG und 1968 Leitungsfunktionen im VEB Getreidewirtschaft Freiberg. Mit einem Fernstudium an der Karl-Marx-Universität Leipzig erlangte Gehler 1973/74 eine pädagogische Qualifizierung, die er für eine 1973 aufgenommene Lehrtätigkeit an der Landwirtschaftsschule Annaberg benötigte. Er trat 1990 in den Vorruhestand.
Gehler betätigte sich als Genealoge und Heimatforscher. Besonderes Augenmerk widmete er der Gegend um Schlettau und Annaberg-Buchholz. Neben der Erforschung seiner eigenen Genealogie befasste er sich u. a. mit der Verkartung der Kirchenbücher der Kirchspiele Schlettau, Cranzahl und Sehma. Gemeinsam mit Wolfgang Lorenz betrieb er auf Basis der Vorarbeiten von Willy Roch eine Nachfahrenforschung nach dem Annaberger Rechenmeister Adam Ries, von dem eine breite Nachkommenschaft im Erzgebirge nachweisbar ist. Sowohl Gehler selbst als auch seine Frau waren Nachkommen von Ries. Die Forschungsergebnisse publizierten Gehler und Lorenz 1997 im Neue[n] Adam-Ries-Nachfahren-Buch. Gehler war 1991 Gründungsmitglied des Adam-Ries-Bundes und engagierte sich im Förderverein Schloss Schlettau. Er veröffentlichte diverse genealogische und heimatkundliche Broschüren sowie Beiträge in Zeitschriften wie Familie und Geschichte, den Erzgebirgischen Heimatblättern, dem Jahrbuch des Adam-Ries-Bundes oder den Mitteilungsblättern von Schlettau und Crottendorf/Walthersdorf. Einige seiner Publikationen tragen belletristischen Charakter, so der 2010 im Selbstverlag veröffentlichte historische Roman Slatina im Miriquidi, in dem er die angenommene Besiedlungsgeschichte des Gebietes um Schlettau literarisch verarbeitete.
Er starb Anfang Dezember 2020 im Alter von 93 Jahren.

## Schriften (Auswahl)

### Genealogische und heimatkundliche Schriften
- (gemeinsam mit Wolfgang Lorenz): Personen mit dem Namen Ries in den ersten katholischen Kirchenbüchern von Weipert 1664–1730 (Quellen zur Orts- und Familiengeschichte des Erzgebirges, Heft 1), Adam-Ries-Bund: Annaberg-Buchholz 1995, DNB 944583199, 2. A. 1998, ISBN 978-3-930430-08-6.
- (gemeinsam mit Wolfgang Lorenz): Das Neue Adam-Ries-Nachfahren-Buch (Schriften des Adam-Ries-Bundes Band 8), Adam-Ries-Bund: Annaberg-Buchholz 1997, ISBN 978-3-930430-06-2.
- Das landwirtschaftliche Schulwesen Annabergs in der Vergangenheit. Beitrag zum Treffen Obererzgebirgischer Heimatforscher 1998 in Annaberg-Buchholz (Streifzüge durch die Geschichte des oberen Erzgebirges, Heft 29), Kulturamt, Annaberg-Buchholz 1998, DNB 986598852.
- Gerichtsbuch Sehma 1542–1571 (Quellen zur Orts- und Familiengeschichte des Erzgebirges, Heft 27), Adam-Ries-Bund, Annaberg-Buchholz 2001, ISBN 978-3-930430-39-0.
- Süß-Familien im oberen Erzgebirge (Erzgebirgische Genealogien, Heft 9), Adam-Ries-Bund, Annaberg-Buchholz 2003, ISBN 978-3-930430-46-8.
- (gemeinsam mit Dieter Rausendorff): Die Geschichte der Baumwollspinnereien in Schlettau (Reihe Historische Begebenheiten um Schloß Schlettau), Förderverein Schloss Schlettau, Schlettau 2016, DNB 1160493286.

### Belletristik
- Slatina im Miriquidi. Ein historischer Roman über die Besiedlung des Mündungsdreiecks von Roter Pfütze und Zschopau, dem späteren Schlettau, Schlettau 2010, DNB 1014004829.
- Hauptmann C. F. Naumann. Ein Industriepionier in Schlettau (1885–1886) (Reihe Historische Begebenheiten um Schloss Schlettau), Förderverein Schloss Schlettau, Schlettau 2011, DNB 1038272858.
- Unfall oder Mord. Die Tragik einer Förster-Familie im Erzgebirge zu Beginn des 18. Jahrhunderts (Reihe Geschichte um Schloss Schlettau), Förderverein Schloss Schlettau, Schlettau 2012, DNB 1048712133.
- Christian Ernst Wunnerlich. Ein unstetes Leben (Reihe Geschichte um Schloss Schlettau), Förderverein Schloss Schlettau, Schlettau 2014, DNB 1048712060.
- Die Reformation im Prager Zipfel. Eine historische Erzählung um das Kirchspiel Schlettau, Ev.-Luth. Kirchgemeinde St. Ulrich, Schlettau 2016, DNB 1123514445.